# Pseudina fatuella
Pseudina fatuella är en fjärilsart som beskrevs av Paul Dognin 1891. Pseudina fatuella ingår i släktet Pseudina och familjen nattflyn. Inga underarter finns listade i Catalogue of Life.